# 長尾台町
長尾台町（ながおだいちょう）は神奈川県横浜市栄区の町名。丁番を持たない単独町名である。住居表示未実施。郵便番号244-0843（集配局：戸塚郵便局）。

## 地理
栄区の西部、柏尾川右岸に位置し、一部は飯島町に食い込む形で柏尾川左岸にわたる。北を頂点にした三角形に近い形をしており、東は柏尾川を挟み栄区飯島町・笠間、南は鎌倉市岡本・玉縄、北西は栄区田谷町に接する。北部に液晶露光装置などの製造を行うニコン横浜製作所がある。
柏尾川沿いの南北に県道阿久和鎌倉線、北部を東西に県道原宿六浦線が通り、原宿六浦線の笠間大橋を経て柏尾川対岸の笠間と連絡する。県道阿久和鎌倉線経由で大船駅と戸塚駅などとを結ぶ路線バスが走るが、大船駅西口から町の南端までは500m程である。

### 字
久保ノ前、寺ノ前、上ノ台、宮之前、雲雀子下、亀甲下

### 警察
町内の警察の管轄区域は以下の通りである。
| 番・番地等 | 警察署   | 交番・駐在所 |
| ---------- | -------- | ------------ |
| 全域       | 栄警察署 | 笠間交番     |

## 歴史
かつては鎌倉郡長尾台村であり、中世後期以降は代々の富士氏知行地であった。富士信重が徳川家康朱印状により長尾台の地を知行され、以降富士氏に継承されている。幕府作成の元禄期の郷帳によると、長尾台村83.5石を富士信良（信重の三代後）が知行地としている。時代が下り天保12年（1841年）成立の『新編相模国風土記稿』長尾台村の条には「今富士市十郎知行す」とあり、近世後期には富士信成（信重の六代後）が知行地としている。このように、中世後期以降の長尾台の地は富士氏が治める地であった。
1889年（明治22年）に田谷・金井・小雀の各村と合併、長尾村となる。1915年（大正4年）に長尾村のうち旧小雀村を除く部分が豊田村と合併。1939年（昭和14年）4月1日に横浜市戸塚区に編入され、戸塚区長尾台町が新設された。1967年（昭和42年）6月9日には日本光学（現・ニコン）が操業開始。1986年に、分区により栄区長尾台町となり現在に至る。

### 地名の由来
「長尾」の由来は相模国鎌倉郡長尾庄に遡る。この地に端を発したとされる長尾氏が長尾庄字台の長尾城に居住したことから長尾臺の名が付けられた。長尾台町地内にある御霊神社は長尾景弘の子・為景が長尾氏の祖先を祀る鎌倉郡村岡郷宮前村（現：藤沢市）の御霊神社（藤沢市宮前）を分霊し創設したものである。

## 世帯数と人口
2025年（令和7年）6月30日現在（横浜市発表）の世帯数と人口は以下の通りである。
| 町丁     | 世帯数    | 人口    |
| -------- | --------- | ------- |
| 長尾台町 | 1,087世帯 | 2,024人 |

### 人口の変遷
国勢調査による人口の推移。
| 年                 | 人口  |
| ------------------ | ----- |
| 1995年（平成7年）  | 1,656 |
| 2000年（平成12年） | 1,837 |
| 2005年（平成17年） | 1,988 |
| 2010年（平成22年） | 1,948 |
| 2015年（平成27年） | 1,991 |
| 2020年（令和2年）  | 1,968 |

### 世帯数の変遷
国勢調査による世帯数の推移。
| 年                 | 世帯数 |
| ------------------ | ------ |
| 1995年（平成7年）  | 667    |
| 2000年（平成12年） | 758    |
| 2005年（平成17年） | 866    |
| 2010年（平成22年） | 885    |
| 2015年（平成27年） | 951    |
| 2020年（令和2年）  | 990    |

## 学区
市立小・中学校に通う場合、学区は以下の通りとなる（2024年11月時点）。
| 番地 | 小学校             | 中学校             |
| ---- | ------------------ | ------------------ |
| 全域 | 横浜市立千秀小学校 | 横浜市立飯島中学校 |

## 産業

### 事業所
2021年（令和3年）現在の経済センサス調査による事業所数と従業員数は以下の通りである。
| 町丁     | 事業所数 | 従業員数 |
| -------- | -------- | -------- |
| 長尾台町 | 37事業所 | 1,085人  |

### 事業者数の変遷
経済センサスによる事業所数の推移。
| 年                 | 事業者数 |
| ------------------ | -------- |
| 2016年（平成28年） | 34       |
| 2021年（令和3年）  | 37       |

### 従業員数の変遷
経済センサスによる従業員数の推移。
| 年                 | 従業員数 |
| ------------------ | -------- |
| 2016年（平成28年） | 1,246    |
| 2021年（令和3年）  | 1,085    |

## 施設
- ニコン 横浜製作所
- 長尾台公園
- 長尾台けやき公園
- 長谷寺 - 臨済宗建長寺派の仏教寺院。
- 御霊神社